# Wishful BLank
Wishful BLank（ウィッシュフル・ブランク）は、日本のロックバンドである。

## ディスコグラフィー
CD+DVD
ねぇ（2005年7月20日）
1. ねぇ
2. Shine
3. 遠い記憶

## 来歴
2004年
- 10月：Wishful BLank 結成。

2005年
- 7月20日：CD+DVD『ねぇ』をリリース。PlayStation 2 用ゲームソフト『星の降る刻』の主題歌となる。
- 8月1日：神宮外苑花火大会のライブステージに出演。

2006年
- 8月16日：神宮外苑花火大会のライブステージに、２年連続となる出演。

2007年
- 12月：Wishful BLank 解散。